# Butov
Butov je rekreační osada, část města Stříbro v okrese Tachov v Plzeňském kraji. Nachází se čtyři kilometry východně od Stříbra na břehu vodní nádrže Hracholusky. Butov je také název katastrálního území o rozloze 1,42 km².

## Historie
První písemná zmínka o vesnici pochází z roku 1239.

## Obyvatelstvo
| Rok            | 1869 | 1880 | 1890 | 1900 | 1910 | 1921 | 1930 | 1950 | 1961 | 1970 | 1980 | 1991 | 2001 | 2011 | 2021 |
| -------------- | ---- | ---- | ---- | ---- | ---- | ---- | ---- | ---- | ---- | ---- | ---- | ---- | ---- | ---- | ---- |
| Počet obyvatel | 103  | 68   | 57   | 61   | 65   | 68   | 76   | 55   | 0    | 0    | 0    | 0    | 0    | 12   | 13   |
| Počet domů     | 15   | 13   | 12   | 13   | 13   | 12   | 13   | 15   | 0    | 0    | 0    | 1    | 3    | 2    | 3    |

## Obecní správa
Při sčítání lidu v letech 1850–1879 Butov byl osadou obce Sulislav v okrese Stříbro. V letech 1880–1960 byl samostatnou obcí v okrese Stříbro. V následujícím období byla osada úředně zrušena a jako část města Stříbro v okrese Tachov byla obnovena 1. dubna 1998.

## Galerie

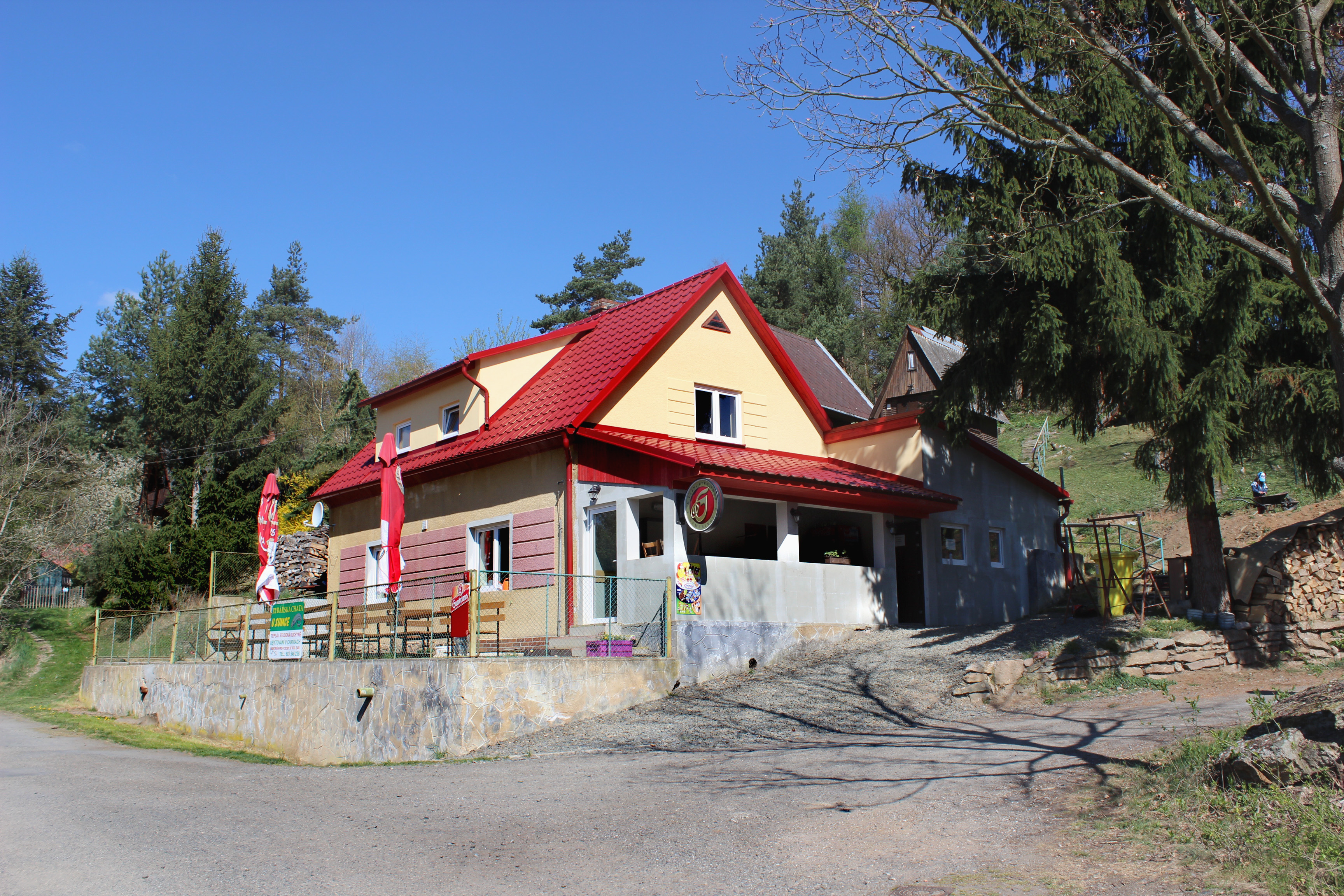
Restaurace
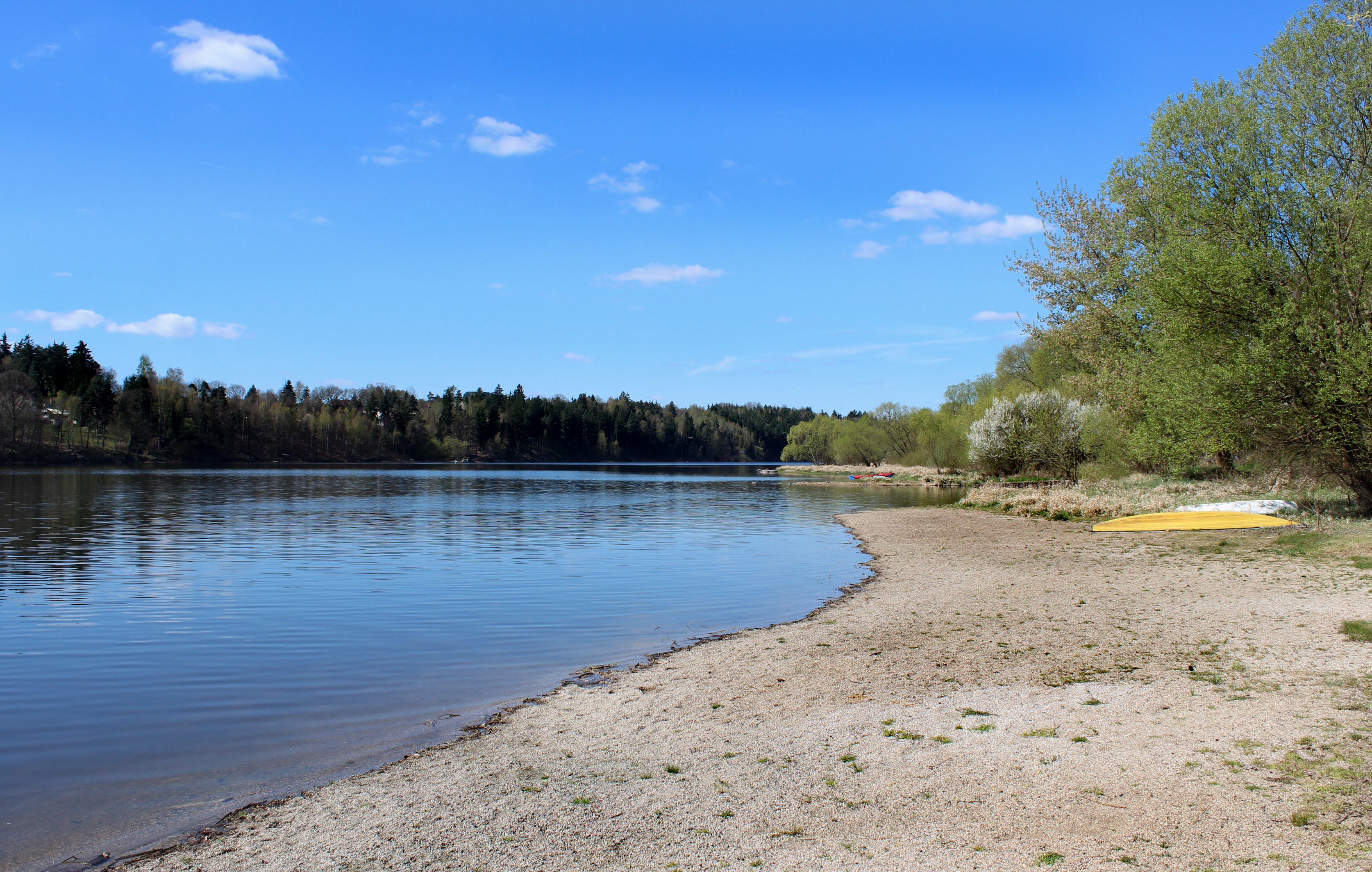
Hracholuská přehrada
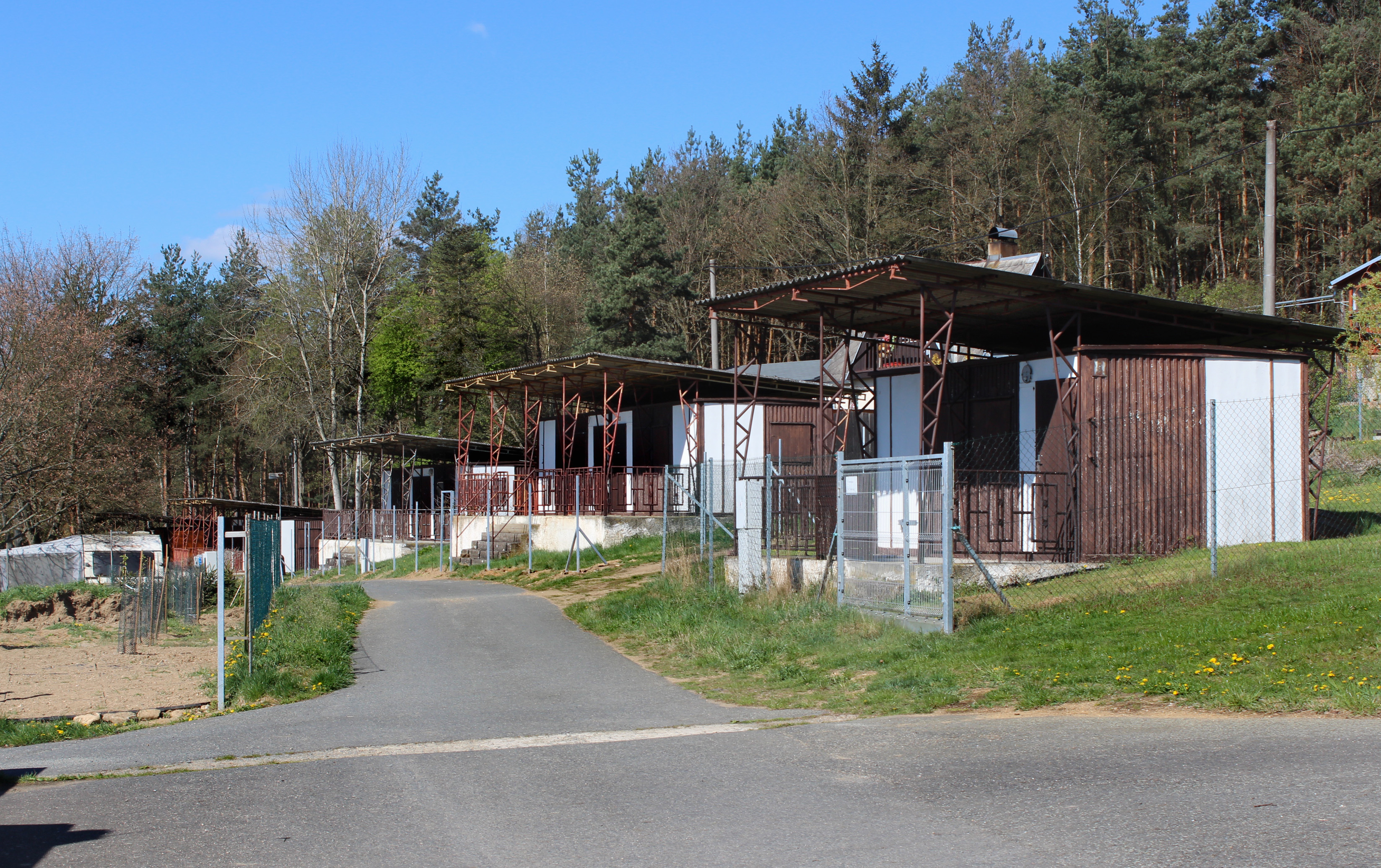
Bývalé rekreační středisko